# Brution
Brution est le surnom désignant les élèves et anciens élèves du Prytanée national militaire.

## Histoire
Le mot « Brution » est un sobriquet qui naît sous la Restauration durant laquelle le Prytanée fut déplacé dans les bâtiments de l'actuel lycée militaire de Saint-Cyr. Avec leurs manières rudes, les élèves de La Flèche faisaient figure de sauvages lorsqu'ils arrivaient dans le milieu élégant et raffiné de Saint-Cyr. Les fils de bonne famille qu'ils côtoyaient les mirent à l'index ; on échangeait parfois des coups et, lors d'une bagarre mémorable, les Fléchois, malgré leur petit nombre, eurent le dessus ; bref, ils se battirent comme des lions. Par moquerie, on se mit à les comparer aux populations farouches qui habitaient le Bruttium antique, région d'Italie, et qui fournissaient aux légions romaines leurs plus fiers soldats. Le surnom de « Brution » (déformation du mot latin Bruttium) resta. D'abord péjoratif, il devint un titre de gloire : l'injure fut relevée en drapeau.